# John K. Griffin
John King Griffin (* 13. August 1789 bei Clinton, Laurens County, South Carolina; † 1. August 1841 ebenda) war ein US-amerikanischer Politiker. Zwischen 1831 und 1841 vertrat er den Bundesstaat South Carolina im US-Repräsentantenhaus.

## Werdegang
John Griffin erhielt eine akademische Ausbildung. Später arbeitete er als Pflanzer. Gleichzeitig begann er eine politische Laufbahn. Zwischen 1816 und 1819 saß er als Abgeordneter im Repräsentantenhaus von South Carolina. Danach gehörte er von 1820 bis 1824 sowie nochmals im Jahr 1828 dem Staatssenat an. Ende der 1820er Jahre schloss er sich der von John C. Calhoun gegründeten kurzlebigen Nullifier Party an. Diese setzte sich für die Stärkung der Rechte der Einzelstaaten gegenüber dem Bund ein. Außerdem vertrat sie die Auffassung, dass Einzelstaaten das Recht hätten, Bundesgesetze auf ihrem Gebiet außer Kraft setzen zu können. Das führte im Fall von South Carolina zur Nullifikationskrise mit der von Präsident Andrew Jackson geführten Bundesregierung. Später traten die meisten Mitglieder der Nullifier Party, wie auch John Griffin, zur Demokratischen Partei über.
1830 wurde Griffin im neunten Wahlbezirk von South Carolina in das US-Repräsentantenhaus in Washington, D.C. gewählt, wo er am 4. März 1831 die Nachfolge von Starling Tucker antrat. Nach einer Wiederwahl im Jahr 1832 konnte er diesen Distrikt bis zum 3. März 1835 im Kongress vertreten. Im Jahr 1834 wurde er im dritten Bezirk zum Nachfolger von Robert B. Campbell gewählt. Diesen Distrikt vertrat er zunächst zwischen 1835 und 1837 sowie dann nochmals zwischen 1839 und 1841. Während der dazwischen liegenden Legislaturperiode zwischen dem 4. März 1837 und März 1839 vertrat er den vierten Bezirk als Nachfolger von Franklin H. Elmore. Insgesamt absolvierte John Griffin zwischen 1831 und 1841 fünf zusammenhängende Legislaturperioden im Kongress.
Griffin starb nur wenige Monate nach Ablauf seiner letzten Amtszeit in der Nähe seiner Heimatstadt Clinton.